# Babelsberg Süd
Babelsberg Süd è un quartiere della città tedesca di Potsdam.
Al suo interno si trova anche l'antico paese di Neuendorf, in seguito inglobato dall'espansione urbana.